# La figlia del capitano
La figlia del capitano (in russo: Капитанская Дочка, Kapitanskaja dočka) è un romanzo storico dello scrittore russo Aleksandr Sergeevič Puškin, pubblicato nel 1836.

## Trama
Pëtr Andréevič Grinëv, il protagonista del romanzo, è l'unico figlio maschio di un nobile ufficiale  a riposo e perciò destinato sin da prima della sua nascita alla carriera militare come sergente nella Guardia imperiale.
Cresciuto nella residenza di campagna della famiglia a Simbirsk, viene educato prima dal fido stalliere Savél'ič e poi affidato ad un francese, Beaupré. All'età di quasi diciassette anni suo padre decide di inviarlo a servire come soldato.
Ritenendo la Guardia imperiale e Pietroburgo non abbastanza formativo, suo padre decide di inviarlo a servizio  a Orenburg, presso un suo vecchio compagno d'armi.
Seguito dal suo vecchio precettore, Pëtr intraprende il viaggio che lo porterà alla sua destinazione, la fortezza di Belgorod, un viaggio sia fisico che di crescita personale.
Durante una sosta in una locanda Pëtr Grinëv fa la conoscenza di Zurin, un capitano del reggimento degli ussari a cavallo e del suo gruppo di soldati, e sfuggito al controllo del vecchio Savél'ič, perde con loro al gioco cento rubli; resosi conto dell'errore e dopo aver rimborsato il suo debito, nonostante il tempo inclemente Pëtr Grinëv e Savél'ič si mettono di nuovo in marcia per Orenburg.
Nel mezzo della steppa li sorprende una bufera che rende loro impossibile l'orientamento, ma fortunatamente incontrano un "vagabondo" che li guiderà in un villaggio vicino, dove troveranno un riparo. Il giorno seguente, prima di proseguire per Orenburg, per ringraziare il "vagabondo", Pëtr Grinëv gli regala una pelliccia di lepre, nonostante le proteste del vecchio  Savél'ič.
Giunti ad Orenburg, vengono ricevuti dal governatore Andréj Kàrlovič, cui Pëtr mostra una lettera del padre, vecchio camerata di Andréj, in cui lo si sollecita a non dare « troppa libertà » al giovane. Andréj dispone allora l'invio di Pëtr Grinëv alla Belogórskaja, una fortezza nella steppa distante poco più di quaranta verste da Orenburg. Pëtr e Savél'ič si mettono in marcia. 
Al loro arrivo la fortezza si presenta loro come un piccolo villaggio di izbà nel fondo valle, nella steppa polverosa; tuttavia vengono accolti con calore da Vasìlisa Egórovna la moglie del capitano della fortezza, Ivàn Kuz'imič, e perciò detta la capitana.
Dopo essersi sistemati Pëtr viene invitato a cena dal capitano e qui fa la conoscenza della giovane Mar'ja (chiamata spesso col diminutivo Maša).
Dapprincipio la vita nella fortezza trascorre tranquilla senza scossoni, e Pëtr lentamente sente crescere in sé un nuovo sentimento nei confronti di Maša, la figlia del capitano, alla quale dedica delle canzoni e delle poesie; decide di rendere partecipe di questo suo sentimento un ex ufficiale della Guardia Alekséj Ivànyč Švabrin (che aveva conosciuto nella fortezza e con il quale, inizialmente, aveva intrattenuto ottimi rapporti di amicizia) il quale lo deride e insulta Maša (quello che Pëtr ignora è che Švabrin stesso è innamorato di Maša). Ne segue un duello nel quale Pëtr viene gravemente ferito ad una spalla.
Grazie alle cure di Maša, Pëtr si rimette e viene così a conoscenza che il suo amore è corrisposto dalla giovane; decide allora di scrivere al proprio padre per ottenere il permesso di sposarsi, ma suo padre glielo rifiuta fermamente ritenendolo una bravata giovanile e pretendendo addirittura che sia spedito in un'altra fortezza per allontanarlo da Mar'ja, ritenendola solo una fonte di distrazione dai doveri del proprio figlio.
Nel contempo alla fortezza arriva la notizia che le fortezze vicine sono tutte cadute sotto gli assalti di un gruppo di ribelli guidati da Emel'jan Pugačëv, deciso a portare avanti il suo rivoltoso piano di farsi passare, agli occhi della gente, come lo zar Pietro III. Le notizie sono sconfortanti: i ribelli sono in marcia verso la Belogórskaja; nella fortezza stessa, fra i cosacchi e i kirghisi presenti, si respira aria di rivolta.
Non sorprende allora che la fortezza, assalita dai ribelli di Pugačëv cada facilmente. Pugačëv fa sommariamente impiccare il capitano e gli ufficiali che non gli dichiarino fedeltà, e quando Pëtr si rifiuta anch'egli di dichiarare fedeltà all'impostore, questi dapprima lo condanna, ma poi misteriosamente, anche grazie alla supplichevole richiesta di Savél'ič, lo grazia.
Dopo essersi ripreso, Pëtr riconosce in Pugačëv il vagabondo a cui aveva regalato la pelliccia di lepre e capisce le ragioni della grazia; invitato da Pugačëv a cena, Pëtr chiede e ottiene di poter raggiungere l'esercito regolare a Orenburg. Pëtr sa di lasciare la povera Maša, che avendo perso anche la madre, anch'essa uccisa dagli insorti, è orfana e per giunta malata e alla mercé di Švabrin - nel frattempo unitosi agli insorti e nominato nuovo comandante della fortezza - ma confida che con l'esercito regolare potrà riconquistare presto la Belogórskaja.
Giunto alla fortezza di Orenbùrg, Pëtr si unisce al consiglio di guerra per decidere quale strategia applicare. Il giovane ufficiale, chiamato a decidere lui stesso tra i membri del consiglio di guerra, consiglia di attaccare i ribelli presso la fortezza Belogórskaja (in modo da salvare la sua amata da Švabrin), ma, contrariamente alle sue speranze, il consiglio opta per una strategia di difesa. Pëtr allora, dopo aver ricevuto una lettera disperata dalla sua cara Maša, nella quale ella rivela i piani di Švabrin di costringerla a sposarlo, decide di recarsi da solo a Belogórskaja per liberarla.
Sulla strada, viene però fermato dagli insorti che lo conducono a Berda, al cospetto del loro capo. Nuovamente Pëtr riceve i favori di Pugačëv, ed accompagnato dallo stesso capo dei ribelli, riesce a ricongiungersi a Maša. Grazie a Pugačëv, riesce inoltre ad ottenere un lasciapassare dalle mani del nuovo comandante di Belogórskaja, l'ex amico e traditore Švabrin, che gli consente di condurre quella che egli già ritiene sua moglie nella sua tenuta in campagna.
Le avventure di Pëtr Andéič Grinëv non terminano qui, infatti nel viaggio di ritorno viene intercettato da una guarnigione dell'esercito regolare che, visto il suo lasciapassare, lo confonde con un insorto. Per fortuna in quella guarnigione presta servizio una vecchia conoscenza: Zurin, che gli aveva vinto al gioco i cento rubli durante il viaggio che dalla sua tenuta di campagna lo conduceva ad Orenburg. Zurin riconosce Pëtr e consente a Maša di proseguire il viaggio, mentre consiglia a Pëtr di non andare con lei, ma di finire di prestare servizio nella sua guarnigione, con l'esercito regolare. Pëtr accetta volentieri il suo consiglio.
La rivolta viene finalmente domata, ma quando Pëtr confida di poter ritrovare le braccia della sua amata, ecco che viene arrestato.
Lo accusano di essere stato uno degli insorti e chi lo accusa è proprio il perfido Švabrin.
Sottoposto al giudizio di una commissione di indagine, Pëtr racconta la sua storia che tuttavia sembra poco credibile; egli sa che basterebbe fare il nome di Maša e che questa, interrogata, potrebbe scagionarlo. Tuttavia tace per amore per evitarle di comparire in giudizio e rivivere quei momenti terribili. La condanna a morte, poi commutata in un esilio permanente in Siberia, è allora inevitabile.
Per tutti ora Pëtr è un traditore, ma Maša sa come si sono realmente svolti i fatti e decide di tentare un'ultima possibilità, quella di chiedere la grazia alla zarina Caterina II. Con questo intento si reca a Pietroburgo. Qui riesce a incontrare la zarina e a raccontarle la sua storia. La zarina allora grazia Pëtr, che finalmente potrà riabbracciare e sposare la sua amata.

## Adattamenti successivi

### Opere liriche
Il compositore Cezar' Antonovič Kjui, ispirandosi al romanzo di Puškin, tra il 1907 e il 1909 scrisse partitura e libretto di un'opera dallo stesso titolo.

### Versioni televisive e cinematografiche
Nello sceneggiato televisivo del 1965 (dallo stesso titolo, La figlia del capitano) - interpretato, tra gli altri, da Amedeo Nazzari, nel ruolo di Pugačëv, Aldo Giuffré in quello di Švabrin e Umberto Orsini in quello di Pëtr - la zarina Caterina II chiede a Pëtr di darle una prova di fedeltà. In concreto gli affida il comando del plotone che giustizierà Pugačëv.
Dal soggetto letterario era stato tratto nel 1947 anche un film diretto da Mario Camerini dallo stesso titolo, La figlia del capitano, e anche in questo caso Pugačëv era interpretato da Amedeo Nazzari.
Nel corso degli anni, il romanzo è stato oggetto di vari adattamenti cinematografici e televisivi:
- La figlia del capitano - film del 1947 diretto da Mario Camerini
- La tempesta - film del 1958 diretto da Alberto Lattuada
- La figlia del capitano (Kapitanskaja dočka) - film del 1959 diretto da Vladimir Kaplunovskij
- La figlia del capitano - sceneggiato televisivo del 1965 diretto da Leonardo Cortese
- Russkij Bunt - film del 2000 diretto da Aleksandr Proškin
- La figlia del capitano - miniserie televisiva del 2012 diretta da Giacomo Campiotti